# (14349) Nikitamikhalkov
(14349) Nikitamikhalkov est un astéroïde de la ceinture principale.

## Description
(14349) Nikitamikhalkov est un astéroïde de la ceinture principale. Il fut découvert le 22 octobre 1985 à Naoutchnyï par Lioudmila Jouravliova. Il présente une orbite caractérisée par un demi-grand axe de 3,26 UA, une excentricité de 0,12 et une inclinaison de 2,7° par rapport à l'écliptique.

## Compléments